# Alphonse Bongnaim
Alphonse Bongnaim (ur. 22 sierpnia 1985) – vanuacki piłkarz grający na pozycji obrońcy.

## Kariera klubowa
Od 2010 Bongnaim występuje w klubie Amicale FC. W jego barwach zadebiutował w pierwszej lidze vanuackiej w 2011. Z Amicale dwukrotnie zdobył mistrzostwo Vanuatu w 2011 i 2012 oraz dotarł do finału Ligi Mistrzów OFC w 2011.

## Kariera reprezentacyjna
W reprezentacji Vanuatu Bongnaim zadebiutował w 2011. W 2012 uczestniczył w Pucharze Narodów Oceanii 2012, który był jednocześnie częścią eliminacji Mistrzostw Świata 2014.